# Chaetocnema lopatini
Chaetocnema lopatini es un insecto coleóptero de la familia Chrysomelidae. Fue descrita científicamente en 2005 por Biondi & D'Alessandro.